# 赛松欧
赛松欧（1980年5月15日—），柬埔寨参议院主席兼柬埔寨人民党副主席赛冲亲王之子，曾于澳大利亚留学，专读与研究和环保相关的知识，任柬埔寨磅针省翁湖市柬埔寨人民党工作小组主席，柬埔寨金边青年联盟主席，2013年被任命为柬埔寨环保部部长。